# Messina megye
Messina megye Olaszország Szicília régiójának megyéje. Székhelye és egyben fővárosa Messina.

## Fekvése
Messina megye Szicília északkeleti részét foglalja el. Közigazgatásilag hozzá tartoznak a Lipari-szigetek is. Kelet–nyugati irányban a Peloritani-hegység valamint a Nebrodi-hegység szeli át (az Appenninek folytatása). Keleten a Messinai-szoros határolja, északon a Tirrén-tenger. A megye domborzata hegyvidéki jellegű. A legnagyobb síkvidék a Milazzo körüli tengerparti síkság. Legnagyobb folyói az Alcantara, valamint a Timeto és Pollina.

## Fő látnivalók
- természeti látnivalók:
  - Lipari-szigetek (a világörökség része)
- kulturális helyszínek:
  - Taormina sziklára épült városa
  - Messina régi kikötőváros
  - Tindari régészeti parkja
- fürdőhelyek:
  - Barcellona Pozzo di Gotto
  - Patti
  - Capo d'Orlando
  - Gioiosa Marea
  - Giardini Naxos

## Községek(comuni)
- Acquedolci
- Alcara Li Fusi
- Alì
- Alì Terme
- Antillo
- Barcellona Pozzo di Gotto
- Basicò
- Brolo
- Capizzi
- Capo d'Orlando
- Capri Leone
- Caronia
- Casalvecchio Siculo
- Castel di Lucio
- Castell'Umberto
- Castelmola
- Castroreale
- Cesarò
- Condrò
- Falcone
- Ficarra
- Fiumedinisi
- Floresta
- Fondachelli-Fantina
- Forza d'Agrò
- Francavilla di Sicilia
- Frazzanò
- Furci Siculo
- Furnari
- Gaggi
- Galati Mamertino
- Gallodoro
- Giardini-Naxos
- Gioiosa Marea
- Graniti
- Gualtieri Sicaminò
- Itala
- Leni
- Letojanni
- Librizzi
- Limina
- Lipari
- Longi
- Malfa
- Malvagna
- Mandanici
- Mazzarrà Sant'Andrea
- Merì
- Messina
- Milazzo
- Militello Rosmarino
- Mirto
- Mistretta
- Mojo Alcantara
- Monforte San Giorgio
- Mongiuffi Melia
- Montagnareale
- Montalbano Elicona
- Motta Camastra
- Motta d'Affermo
- Naso
- Nizza di Sicilia
- Novara di Sicilia
- Oliveri
- Pace del Mela
- Pagliara
- Patti
- Pettineo
- Piraino
- Raccuja
- Reitano
- Roccafiorita
- Roccalumera
- Roccavaldina
- Roccella Valdemone
- Rodì Milici
- Rometta
- San Filippo del Mela
- San Fratello
- San Marco d'Alunzio
- San Pier Niceto
- San Piero Patti
- San Salvatore di Fitalia
- San Teodoro
- Sant'Agata di Militello
- Sant'Alessio Siculo
- Sant'Angelo di Brolo
- Santa Domenica Vittoria
- Santa Lucia del Mela
- Santa Marina Salina
- Santa Teresa di Riva
- Santo Stefano di Camastra
- Saponara
- Savoca
- Scaletta Zanclea
- Sinagra
- Spadafora
- Taormina
- Terme Vigliatore
- Torregrotta
- Torrenova
- Tortorici
- Tripi
- Tusa
- Ucria
- Valdina
- Venetico
- Villafranca Tirrena